# Tucano-de-peito-amarelo
O tucano-de-peito-amarelo (Ramphastos sulfuratus) é uma espécie de ave da família de Ramphastidae pertencente ao gênero Ramphastos. É conhecido popularmente como tucano-de-bico-arco-íris, tucano-de-peito-amarelo ou tucano-de-bico-de-quilha.
Essa espécie é encontrada na Colômbia, Venezuela e o sul do México. É o símbolo nacional do Belize.

## Características
É uma ave de plumagem preta contrasta com amarelo brilhante no peito, tem um bico de 16 cm de comprimento e sua característica física é semelhante a da família dos tucanos (Ramphastidae). Seu habitat natural é constituído por floresta tropical e vive em pequenos grupos.